# Marque de Caïn

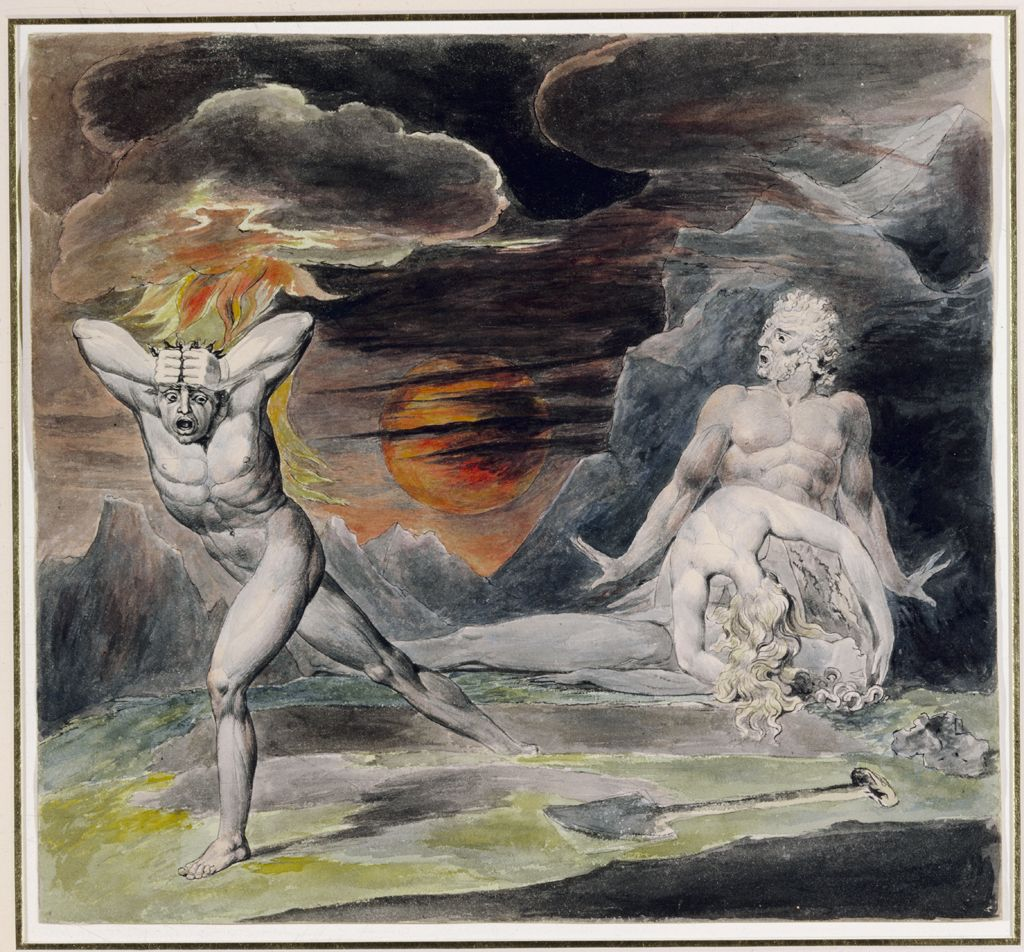
William Blake, Caïn fuyant la colère de Dieu (v. 1805), musées d'Art de Harvard.

La marque de Caïn, ou signe de Caïn, est une expression biblique qui se trouve dans le Livre de la Genèse. Ce signe visible accompagne la malédiction de Caïn, coupable du meurtre de son frère, Abel. S'il s'agit d'un sceau d'infamie, cette marque est aussi une garantie de sauvegarde, car Dieu interdit que Caïn soit tué :

« Caïn dit à l’Éternel : Mon châtiment est trop grand pour être supporté. Voici, tu me chasses aujourd’hui de cette terre ; je serai caché loin de ta face, je serai errant et vagabond sur la terre, et quiconque me trouvera me tuera. L’Éternel lui dit : Si quelqu’un tuait Caïn, Caïn serait vengé sept fois. Et l’Éternel mit un signe sur Caïn pour que quiconque le trouverait ne le tuât point. »

## Aspect de la marque
Il n'existe pas de certitude sur la nature ou l'aspect de la marque caInique. S'il n'est pas possible de déterminer à quoi elle ressemble, du moins peut-on supposer qu'elle est visible.
Le mot hébreu pour « marque » dans Genèse 4:15 est א֔וֹת ('ōṯ), qui pourrait signifier un signe, un présage, un avertissement ou un souvenir. Il se peut également que la marque soit une lettre hébraïque ou sumérienne placée sur le visage ou le bras. Dans la Torah, le même mot est utilisé pour décrire les étoiles comme des signes ou des présages (Genèse 1:14), l'arc-en-ciel comme signe de la promesse de Dieu de ne plus détruire sa création par un déluge (Genèse 9:12), la circoncision comme signe de l'alliance de Dieu avec Abraham (Genèse 17:11), et les miracles accomplis par Moïse  (Exode 4:8,9,17,28 ; 7:3 ; 8:23 ; 10:1,2).

## Exégèse
Pour l'exégèse juive, Caïn est banni de la société des hommes en raison de la « voix du sang » d'Abel qui « crie du sol » vers Dieu mais la marque que lui est imposée vise avant tout à le protéger, car les rabbins voient en lui un pénitent qui ne mérite pas d'être mis à mort (Genèse Rabba 22).

## Interprétations chrétiennes
Pour Augustin d'Hippone, la marque de Caïn est à rapprocher du sort dévolu aux Juifs, à la fois coupables de « déicide » et protégés en tant que « peuple témoin ». En effet, l'antijudaïsme chrétien s'est très tôt emparé de cet épisode pour les stigmatiser visuellement, en les présentant sous des traits antipathiques, avec un nez « typique », voire des cornes diaboliques.

## Approche historique
Pour André Paul, la marque de Caïn pourrait être le tatouage distinctif du peuple qénite.

## Instrumentalisation idéologique
Le thème de la marque caïnite a été exploité, particulièrement aux États-Unis, à des fins idéologiques. Tout comme la malédiction présentée comme celle de Cham, il a servi à justifier le racisme.